# Берёзко, Сергей Петрович
Сергей Петрович Берёзко (1906, деревня Рябцы, Черниговская губерния — ?) — ректор Воронежского сельскохозяйственного института (1937—1939), Одесского и Пензенского индустриальных институтов (1943—1944).

## Биография
Родился в 1906 году в деревне Рябцы Мглинского уезда (ныне — в Почепском районе Брянской области).
Окончил Воронежский сельскохозяйственный институт по специальности инженер-механик. Член ВКП(б).
В 1937—1939 годах — ректор Воронежского сельскохозяйственного института.
С 1 октября 1939 по 9 сентября 1943 года — директор Пензенского строительного техникума. Одновременно с 6 ноября 1942 — директор Пензенского машиностроительного техникума (создан в ноябре 1942).
3 июля 1943 года назначен исполняющим обязанности директора Одесского индустриального института, эвакуированного в Пензу; 30 сентября того же года — директором института. Занятия в институте начались 1 ноября 1943 года (на месяц позже установленного срока).
В условиях военного времени (недостаточное хозяйственное, методическое и кадровое обеспечение учебного процесса) директору удавалось решить не все вопросы, в частности, не был открыт теплотехнический факультет. Его работа критиковалась на бюро обкома ВКП(б), получила негативную оценку в наркомате, и 17 октября 1944 года он был освобождён от должности директора Пензенского индустриального института как не обеспечивший руководства вузом.
С 29 мая 1945 по 1 августа 1947 года заведовал Облместпромом; уволен «как не обеспечивающий работу».
После 1947 года судьба неизвестна.

## Адреса
В Пензе — ул. Володарского, дом 6.